# Горний (Новгородська область)
Горний (рос. Горный) — селище в Хвойнинському районі Новгородської області Російської Федерації.
Населення становить 129 осіб. Входить до складу муніципального утворення Анциферовське сільське поселення.

## Історія
Від 2005 року входить до складу муніципального утворення Анциферовське сільське поселення

## Населення
| 2009 | 2010 |
| ---- | ---- |
| 175  | ↘129 |